# Sergiu Gaibu
Sergiu Gaibu (n. 13 mai 1976, Chișinău, RSS Moldovenească, URSS) este un economist moldovean care din august 2021 până în noiembrie 2022 a îndeplinit funcția de ministru al Economiei al Republicii Moldova în Guvernul Gavrilița.